# Wentzville (Misuri)
Wentzville es una ciudad ubicada en el condado de St. Charles en el estado estadounidense de Misuri. En el Censo de 2010 tenía una población de 29070 habitantes y una densidad poblacional de 561,54 personas por km².

## Geografía
Wentzville se encuentra ubicada en las coordenadas 38°48′57″N 90°52′9″O / 38.81583, -90.86917. Según la Oficina del Censo de los Estados Unidos, Wentzville tiene una superficie total de 51.77 km², de la cual 51.71 km² corresponden a tierra firme y (0.12%) 0.06 km² es agua.

## Demografía
Según el censo de 2010, había 29070 personas residiendo en Wentzville. La densidad de población era de 561,54 hab./km². De los 29070 habitantes, Wentzville estaba compuesto por el 89.86% blancos, el 5.98% eran afroamericanos, el 0.26% eran amerindios, el 1.22% eran asiáticos, el 0% eran isleños del Pacífico, el 0.82% eran de otras razas y el 1.85% pertenecían a dos o más razas. Del total de la población el 2.71% eran hispanos o latinos de cualquier raza.